# Secret Sweetheart
Secret Sweetheart (僕は妹に恋をする, Boku wa imōto ni koi o suru, litt. « j'aime ma petite sœur »), est un shōjo manga de Kotomi Aoki prépublié dans le Shōjo Comic de l'éditeur Shōgakukan entre 2003 et 2005 et publié en un total de 10 tankōbon. La version française est publiée par Soleil Productions en 10 volumes sortis entre juin 2007 et décembre 2008. La série raconte l'histoire des jumeaux Yori et Iku qui tombent amoureux l'un de l'autre bien qu'ils soient frères et sœurs.
Le manga est adapté sous la forme d'un OVA sorti le 18 mai 2005 et d'un film en prise de vues réelles sorti le 20 janvier 2007 au Japon.
Une série dérivée intitulée My First Love (僕の初恋をキミに捧ぐ, Boku no hatsukoi o kimi ni sasagu) est prépubliée dans le Shōjo Comic entre 2005 et 2008 et publiée en un total de 12 tankōbon. La version française est publiée par Soleil Productions en 10 volumes sortis entre mars 2009 et avril 2011. La série est également adaptée en film sour le titre I Give My First Love to You (en) sorti le 24 octobre 2009 au Japon.

## Synopsis
Yori Yuki est un garçon froid et distant qui ne cesse de traiter sa sœur jumelle, Iku, de stupide, afin de dissimuler les sentiments qu'il éprouve pour elle. Au départ désemparée, elle va finalement accepter les sentiments de son frère, ne voulant en aucun cas le perdre. Cependant celui-ci veut qu'elle l'aime non pas comme son frère, mais comme un homme. Très vite, elle va aussi faire face à ses sentiments et avouer l'inavouable, quitte à ce que cette relation les déchire et les sépare.

## Personnages
Yori Yuki (結城 頼, Yūki Yori)
Voix japonaise : Showtaro Morikubo (en)
Iku Yuki (結城 郁, Yūki Iku)
Voix japonaise : Mai Nakahara
Haruka Yano (矢野 立芳, Yano Haruka)
Voix japonaise : Kōsuke Toriumi
Tomoka Kusunoki (楠 友華, Kusunoki Tomoka)
Voix japonaise : Tomoko Kawakami
Saki Yuki (結城 咲, Yūki Saki)
Voix japonaise : Sakiko Tamagawa (en)
Shunpei Yuki (結城 俊平, Yuki Shunpei)
Voix japonaise : Tōru Furusawa

## Médias

### Manga
Secret Sweetheart (僕は妹に恋をする, Boku wa imōto ni koi o suru) est scénarisé et dessiné par Kotomi Aoki. La série est prépubliée dans le magazine Shōjo Comic et publié par Shōgakukan sous la forme de dix tankōbon sortis entre le 26 mars 2003 et le 26 août 2005,. En mars 2008, à l'occasion du 40e anniversaire du Shōjo Comic, des chapitres de la série sont mis en accès libre sur le site du magazine ainsi qu'une histoire inédite parallèle à la série.
La version française est publiée par Soleil Productions en autant de volumes sortis entre le 20 juin 2007 et le 3 décembre 2008. La série est également publiée en Espagne par Editorial Ivrea (en) et à Taiwan par Ever Glory Publishing (en). Les volumes originaux sont également importés aux États-Unis et vendus dans les librairies Borders et Waldenbooks (en) vers 2005,.
Une série dérivée suivant les étudiants de la classe supérieure de Yori, Takuma Kakinouchi et son amour d'enfance Mayu Taneda, My First Love (僕の初恋をキミに捧ぐ, Boku no hatsukoi o kimi ni sasagu), commence sa prépublication dans le Shōjo Comic en 2005, parallèlement à la première série et se termine mi-2008. La série est publiée par Shōgakukan sous la forme de douze tankōbon sortis entre le 20 décembre 2005 et le 26 août 2008,,.

### Original video animation
Secret Sweetheart est adapté en un OVA d'un épisode d'une heure sous le titre Boku wa Imōto ni Koi o Suru: Secret Sweethearts – Kono Koi wa Himitsu (僕は妹に恋をする シークレット・スウィートハート この恋はひみつ) édité par Shōgakukan en un DVD sorti le 18 mai 2005. L'OVA est réalisé par Mayumi Nishimoto et le générique de fin, Ai ga Hoshii (愛が欲しい), est interprété par Shion.

### Film en prise de vues réelles
Le manga est adapté en film en prise de vues réelles par Toshiba Entertainment, réalisé par Hiroshi Ando et produit par Shōgakukan, Toshiba Entertainment, Zoom Enterprise et Nippon Television. Il sort au Japon le 20 janvier 2007 et à Taiwan le 1er juin 2007. La distribution du film comprend Jun Matsumoto dans le rôle de Yori Yuuki, Nana Eikura dans le rôle de Iku Yuuki, Ayaka Komatsu dans le rôle de Tomoka Kusunoki, Yūko Asano (en) dans le rôle de Saki Yuuki et Yūta Hiraoka (en) dans le rôle de Haruka Yano. Le générique, Kitto Eien ni, est interprété par Crystal Kay.
La série dérivée My First Love (僕の初恋をキミに捧ぐ, Boku no hatsukoi o kimi ni sasagu) est adaptée en film sous le titre I Give My First Love to You (en). Le film est réalisé par Takehiko Shinjo et sort le 24 octobre 2009 au Japon avec Masaki Okada dans le rôle de Takuma Kakinouchi et Mao Inoue dans celui de Mayu Taneda.